# Stefan Kopciński

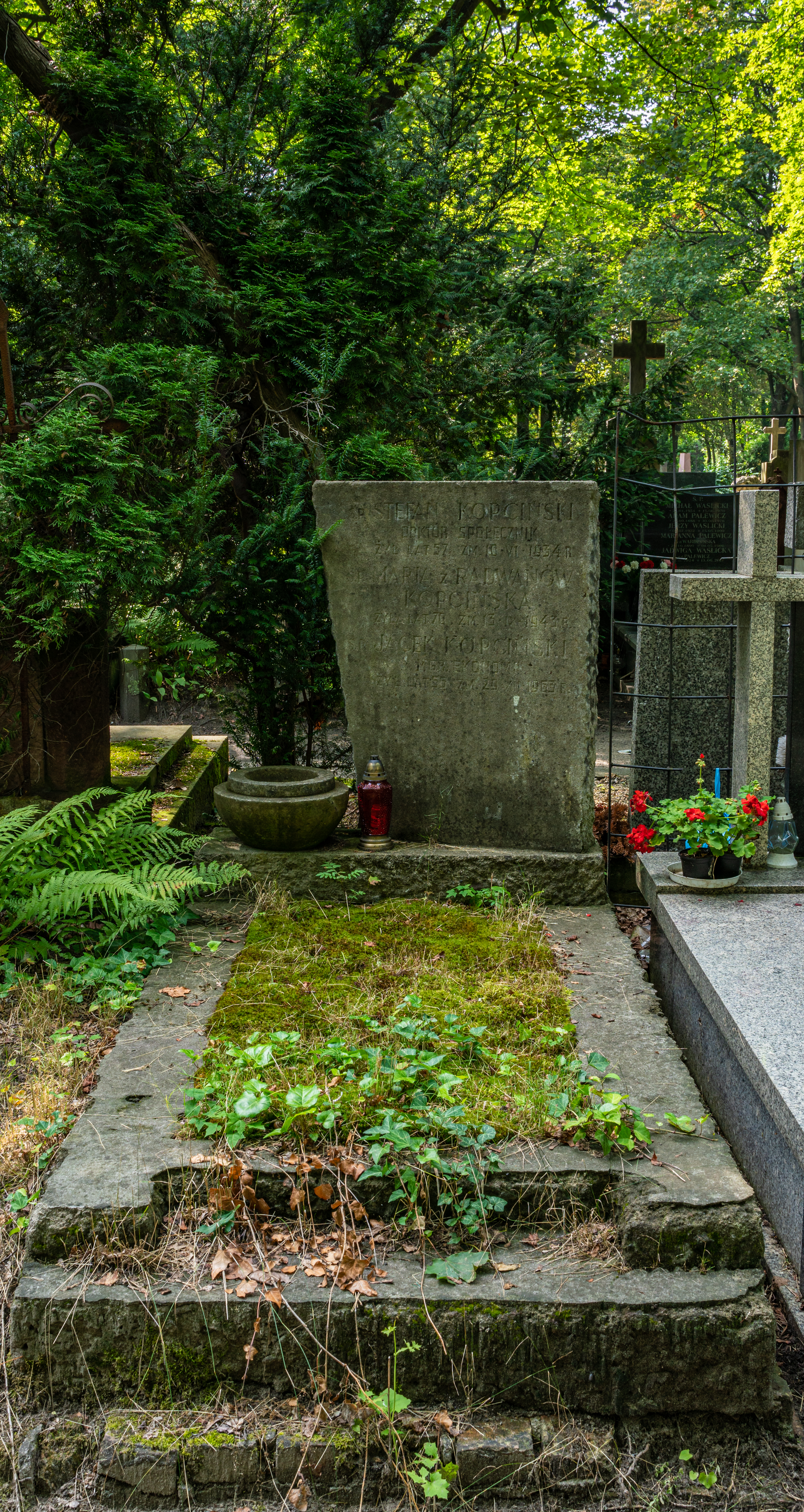
Grób Stefana Kopcińskiego na cmentarzu Powązkowskim

Stefan Kopciński (ur. 3 marca 1878 w Stradlicach, zm. 10 czerwca 1934 w Warszawie) – polski lekarz neurolog i psychiatra, społecznik i polityk, związany z ruchem robotniczym.

## Życiorys
W 1897 ukończył Męskie Gimnazjum Rządowe w Kielcach. Następnie studiował na Wydziale Lekarskim Uniwersytetu Warszawskiego, zostając psychiatrą. Pracował w podłódzkim szpitalu psychiatrycznym w Kochanówce, a także w Tworkach i w Penzie. Był działaczem Towarzystwa Kultury Polskiej (1908-1913).
Był m.in. senatorem (trzy kadencje od 1922), radnym i przewodniczącym Wydziału Oświaty i Kultury Zarządu Miejskiego w Łodzi, gdzie przebywał w latach 1918–1928. Kandydował również na stanowisko prezydenta tego miasta.
Był wybitnym działaczem oświatowym. Jego wysiłki miały decydujące znaczenie dla wprowadzenia w Łodzi powszechnego obowiązku szkolnego, co wówczas było inicjatywą pionierską. Był działaczem Robotniczego Towarzystwa Przyjaciół Dzieci oraz jednym z liderów Towarzystwa Uniwersytetu Robotniczego (od 1922 – jego sekretarzem generalnym). Należał do Polskiej Partii Socjalistycznej.
Spoczywa na cmentarzu Powązkowskim w Warszawie (kw. 194–V–11).

## Upamiętnienie
- patron Szkoły Podstawowej z Oddziałami Integracyjnymi nr 33 w Łodzi
- patron Zespołu Szkół Budowlano-Technicznych w Łodzi[3]
- patron jednej z ulic w Łodzi
- patron jednej z ulic na warszawskim Ursynowie[4]